# Tenomerga mucida
Tenomerga mucida is een keversoort uit de familie Cupedidae. De wetenschappelijke naam van de soort is voor het eerst geldig gepubliceerd in 1829 door Chevrolat.